# Варнсторфія плавуча
Варнсторфія плавуча (Warnstorfia fluitans) — вид мохів порядку гіпнобрієвих (Hypnales).

## Поширення
Ареал охоплює такі частини світу: Європа, Північна Америка, Південна Америка, Азія, Австралія, Нова Зеландія.
Населяє бідні мінералами кислі, іноді багаті поживними речовинами місця існування, болота, западини в скелях, скелі зі стікаючою водою; від низьких до високих (0–3500 метрів).

## Характеристика

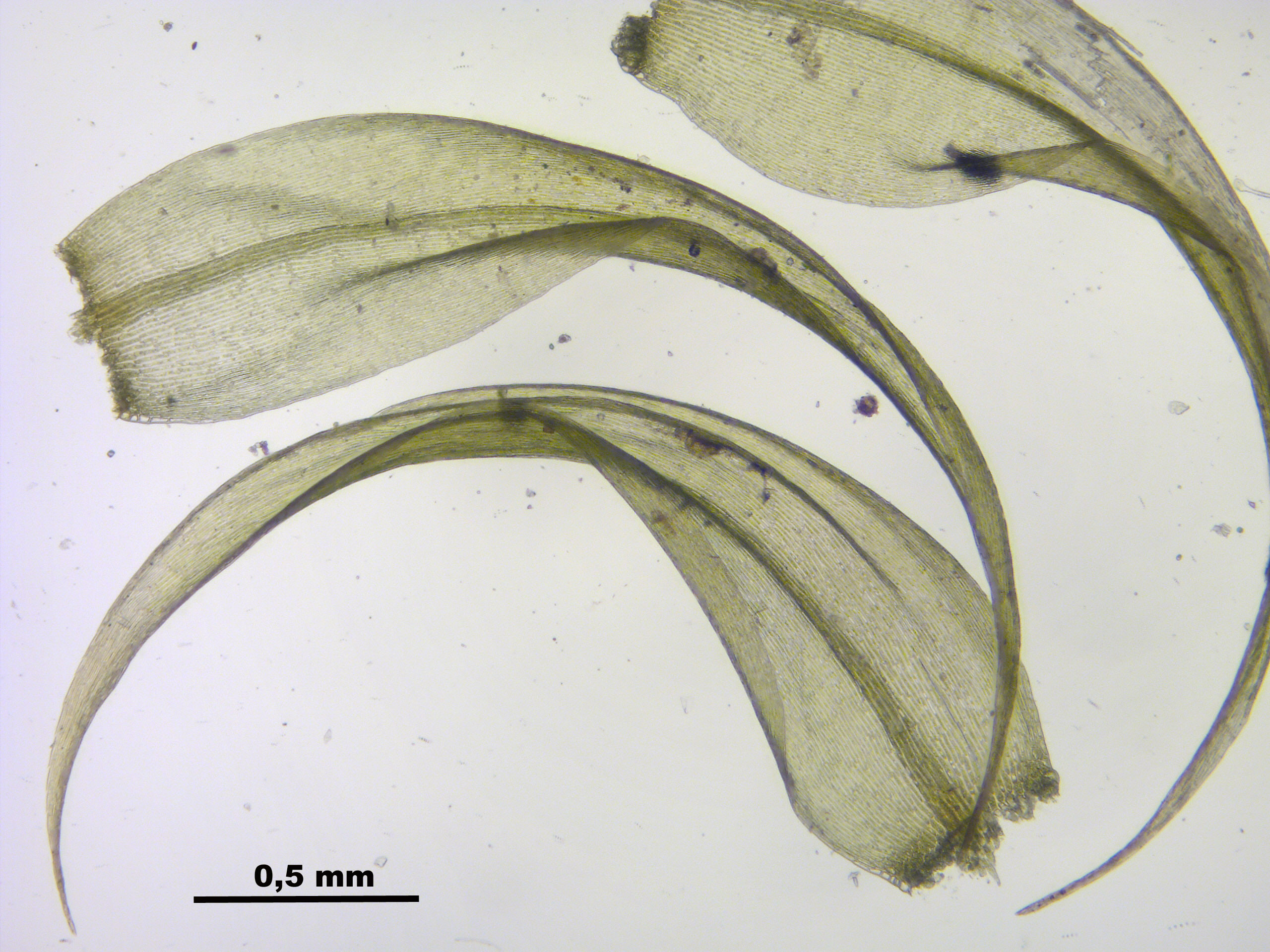

Рослини зелені, жовто-зелені, коричневі, коричнево-червоні або рідко прозоро-червоні в дуже відкритих місцях існування. Стеблові листки від вузько-яйцеподібних до трикутно-яйцюватих, увігнуті або злегка увігнуті; краї зубчасті, іноді лише частково або нечітко; верхівка загострена, не загнута.